# Walther Schücking
Walther Adrian Schücking (né le 6 janvier 1875 à Münster - mort le 25 août 1935 à La Haye) était un homme politique libéral, professeur de droit et premier juge allemand permanent à la Cour internationale de justice à La Haye de 1930 à 1935.

## Famille
Schücking est le petit-fils de Levin Schücking (1814–1883), ami de l'écrivain Annette von Droste-Hülshoff et vient d'une famille de juristes et de savants installée depuis des siècles dans la région de Münster. Il est le frère du professeur d'anglais et chercheur sur Shakespeare Levin Ludwig Schücking (de) (1878–1964) et du maire de Husum, avocat et pacifiste Lothar Engelbert Schücking (1873–1943). Il se marie en 1902 avec sa cousine éloignée Adelheid Irmgard Auguste Charlotte Marte von Laer (1881–1952).

## Formation et professeur
Il poursuit ses études secondaires au lycée Saint-Paul de Münster. Après des études de sciences politiques et juridique de 1894 à 1897 à l'université de Munich et de Göttingen, Walther Schücking passe sa thèse de doctorat avec Carl Ludwig von Bar (de) sur un thème de droit international et devient agrégé en octobre 1899 à l'université de Göttingen avec un travail sur le thème de l'arrivée au pouvoir. En 1900, il devient le plus jeune professeur non titulaire de Prusse contre la volonté de la faculté à l'université de Breslau. Deux ans plus tard, il enseigne enseigne à l'université de Marbourg et devient titulaire d'une chaire en 1903.
Il y enseigne jusqu'en 1920 le droit public, le droit international, le droit de l'Église et le droit administratif. Contrairement aux professeurs de la faculté de droit de Marbourg alors très conservatrice, Schücking noue des contacts avec les deux chefs libéraux de gauche de l'école néokantienne Hermann Cohen et Paul Natorp tout comme avec le théologien Martin Rade (de). Il devient le chef du groupe local du Parti populaire progressiste et se porte candidat en 1908 et 1913 mais sans succès à la Chambre des députés de Prusse. La situation s'envenime lorsque Schücking proteste contre l'expropriation de propriétaires terriens polonais à travers la loi de colonisation. Le ministère prussien de l'Éducation et des Affaires culturelles l'exclut pour « indignité morale » de la commission juridique de contrôle pour les examens des professeurs stagiaires. Il entre au Verband für internationale Verständigung en 1911.
Dans un texte écrit en 1913 et portant le titre Neue Ziele der staatlichen Entwicklung (Nouveaux objectifs du développement de l'État), Schücking expose ses vues politiques et s'oppose à la prussification de la vie intellectuelle et contre l'adaptation à l'État prussien. Il revendique pour la Prusse le passage à un système gouvernemental parlementaire, l'égalité pour les femmes, la séparation de l'Église et de l'État, l'équilibre entre capitalisme et socialisme, la réconciliation entre le nationalisme et l'internationalisme et l'intégration de la SPD dans l'État. Dans la presse de droite, son œuvre est qualifiée de « bourde horripilante d'un quatrième année », tandis qu'elle obtient plutôt une reconnaissance dans la presse spécialisée.
En 1908, Schücking publie une contribution intitulée Die Organisation der Welt (l'organisation du monde) dans le mémoire pour Paul Laband dans laquelle il formule la réunion de l'idéal national et de l'idéal international comme la mission de l'avenir et dans laquelle représente l'évolution de l'idée d'une organisation mondiale de l'Empire romain jusqu'aux conférences de paix de La Haye. En tant que pacifiste, il intègre la Deutsche Friedensgesellschaft fondée par Bertha von Suttner et travaille étroitement avec Ludwig Quidde. Même pendant la Première Guerre mondiale, Schücking reste lié à l'idée d'un rapprochement international. En tant que membre de la Zentralorganisation für einen dauerhaften Frieden (de), dans laquelle sont présentes de nombreuses personnalités des pays belligérants à l'exception de la France, il prend part à la Conférence de La Haye en avril 1915 et essaie au travers de mémoires et d'entretiens au ministère des Affaires étrangères de faire valoir ses positions sur une paix de conciliation, efforts qui resteront sans succès jusqu'à ce que l'empire s'effondre militairement. Ses activités déplaisent beaucoup aux gouvernants, si bien que le commandement général à Cassel lui interdit de correspondre sur ces problèmes avec des collègues étrangers, de se rendre à l'étranger et de soutenir ses idées concernant des organisations internationales.

## 1918–1935

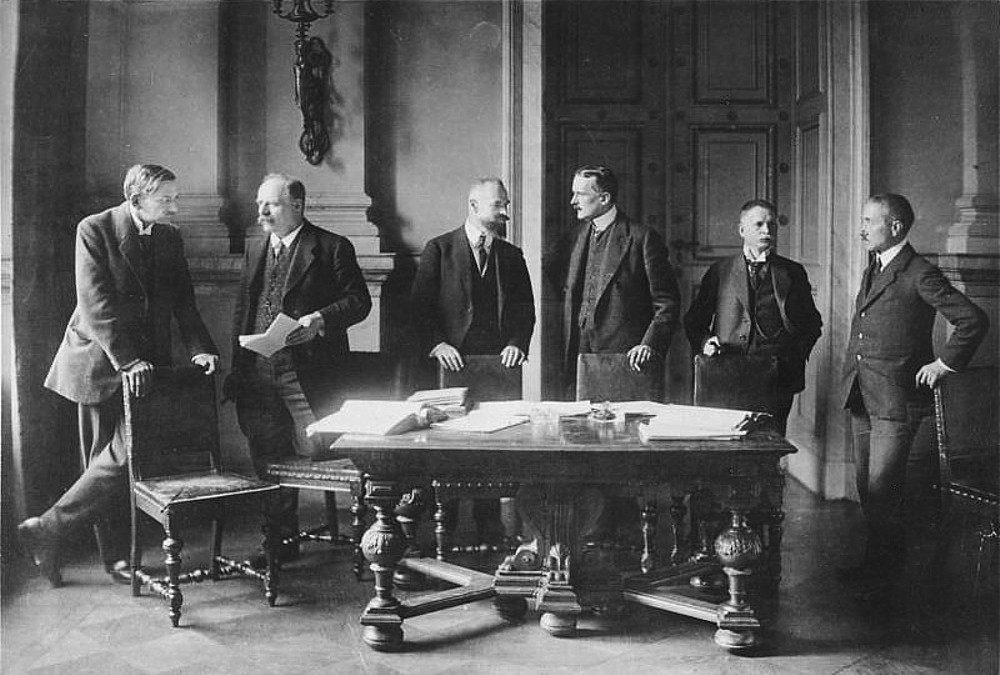
Prof. Dr. Walther Schücking (premier à gauche), membre de la délégation allemande à Versailles

Après la proclamation de la république de Weimar, Schücking entre à la DDP, parti dans lequel il occupe tout d'abord des fonctions dirigeantes. De 1919 à 1928, il est membre du Reichstag pour la circonscription Hessen-Nassau. En raison de son prestige en tant que pacifiste et de juriste en droit international, il fait partie des six délégués principaux lors des négociations du Traité de Versailles. Schücking est d'ailleurs très déçu du résultat de ces négociations qui vont à l'encontre de ses idées basées sur la conciliation entre les peuples. Il déconseille alors la ratification du traité, décision dans laquelle le suit la majorité de sa fraction au parlement. Toutefois, il s'engage pour l'idée de la Société des Nations et prend une part active à la création de la Ligue allemande pour la Société des Nations (Deutsche Liga für Völkerbund). 
En novembre 1918, Schücking est élu à la présidence de la Commission d'enquête sur les plaintes pour traitement contraire aux droits de l'homme des prisonniers de guerre en Allemagne (Kommission zur Untersuchung der Anklagen wegen völkerrechtswidriger Behandlung der Kriegsgefangenen in Deutschland) mise en place par le parlement. Il est membre et à partir de 1924 président de la Commission d'enquête parlementaire chargée entre autres d'enquêter sur la naissance de la guerre, l'attitude de l'Allemagne lors des conférences de paix de La Haye, les possibilités de paix gâchées et les infractions au droit international pendant la Première Guerre mondiale. Malgré sa réputation de juriste spécialiste dans le domaine constitutionnel, il ne parvient pas à être nommé dans la commission chargée de la constitution au sein du parlement de Weimar. C'est pourquoi il ne peut pas participer à sa manière à l'élaboration de la Constitution de Weimar, ce qu'il ressent amèrement comme une mise à l'écart par son parti.
Durant quelques années, Schücking travaille également à la tête de la Deutsche Friedensgesellschaft. Il est membre du Conseil du Bureau international de la paix à Genève et s'investit de manière particulièrement intensive au sein de l'Union interparlementaire, une association de parlementaires venant de différents systèmes gouvernementaux fondée en 1888 et ayant pour but de favoriser la compréhension entre les pays. Schücking en dirige d'ailleurs la tenue à Berlin en 1928.
Schücking aspire alors professionnellement à sortir de la petite ville de Marbourg. Des tentatives menées par les sociaux-démocrates et la presse libérale pour que lui soit confiée la direction de nouvel institut de droit international, étranger et public nouvellement fondé à l'université Humboldt de Berlin échouent à cause de l'opposition exercée par la faculté. C'est ainsi que succédant à Hugo Preuß, Schücking accepte un poste à la Berliner Handelshochschule en 1926 puis à l'université de Kiel. Conjointement avec Hans Wehberg, il rédige entre 1921 et 1931 un commentaire édité à trois reprises sur la charte de la Société des Nations. 
Sa nomination en tant que juge permanent au Tribunal international de La Haye marque l'apogée de la carrière professionnelle. Il va garder ce poste jusqu'à sa mort prématurée, bien que l'État nazi l'ait convié à le quitter et bien que les dirigeants nazis lui aient confisqué sa chaire d'enseignement en 1933 au moyen de la loi de restauration du fonctionnariat (Gesetz zur Wiederherstellung des Berufsbeamtentums) visant à écarter les Juifs et les personnes d'opinion politique dérangeante pour le régime.

## Hommages
Une place à Cassel porte le nom de Schücking, une rue à Marbourg, ainsi que l'Institut de droit international de l'université de Kiel. 